# 岩手石橋駅
岩手石橋駅（いわていしばしえき）は、岩手県大船渡市日頃市町字石橋にある岩手開発鉄道日頃市線の貨物駅である。

## 歴史
- 1960年（昭和35年）6月21日：開業。
- 1992年（平成4年）4月1日：旅客営業廃止。

## 駅構造
太平洋セメント大船渡鉱山（長岩鉱山）で採掘された石灰石を、同社大船渡工場へ発送する役割を担う。
スイッチバック構造を持つ地上駅。本線から先に伸びる引き上げ線から折り返した場所に石灰石積込用のホッパーが1基設置されている。旅客営業のなごりで、2階建ての駅舎が残っている。単式ホームも残っているが、線路は撤去されている。

## 隣の駅
岩手開発鉄道
日頃市線
日頃市駅 - 岩手石橋駅